# Palepicorsia
Palepicorsia és un gènere d'arnes de la família Crambidae. Conté només una espècie, Palepicorsia ustrinalis, que es troba a Sardenya, França, Espanya i Portugal, així com a Aràbia Saudita, Emirats Àrabs Units, Iemen, Turkmenistan, Iran, Pakistan i Àfrica del Nord, inclosa Tunísia.